# Parvin E'tesami
Parvin E'tesami o Rakhshandeh Etesami, en persa: رخشنده‎, también conocida como Parvin Etesami, (Tabriz, 16 de marzo de 1907 - Teherán, 5 de abril de 1941) fue una poeta persa de Irán del siglo XX, según Ali Akbar Dehkhoda.

## Biografía

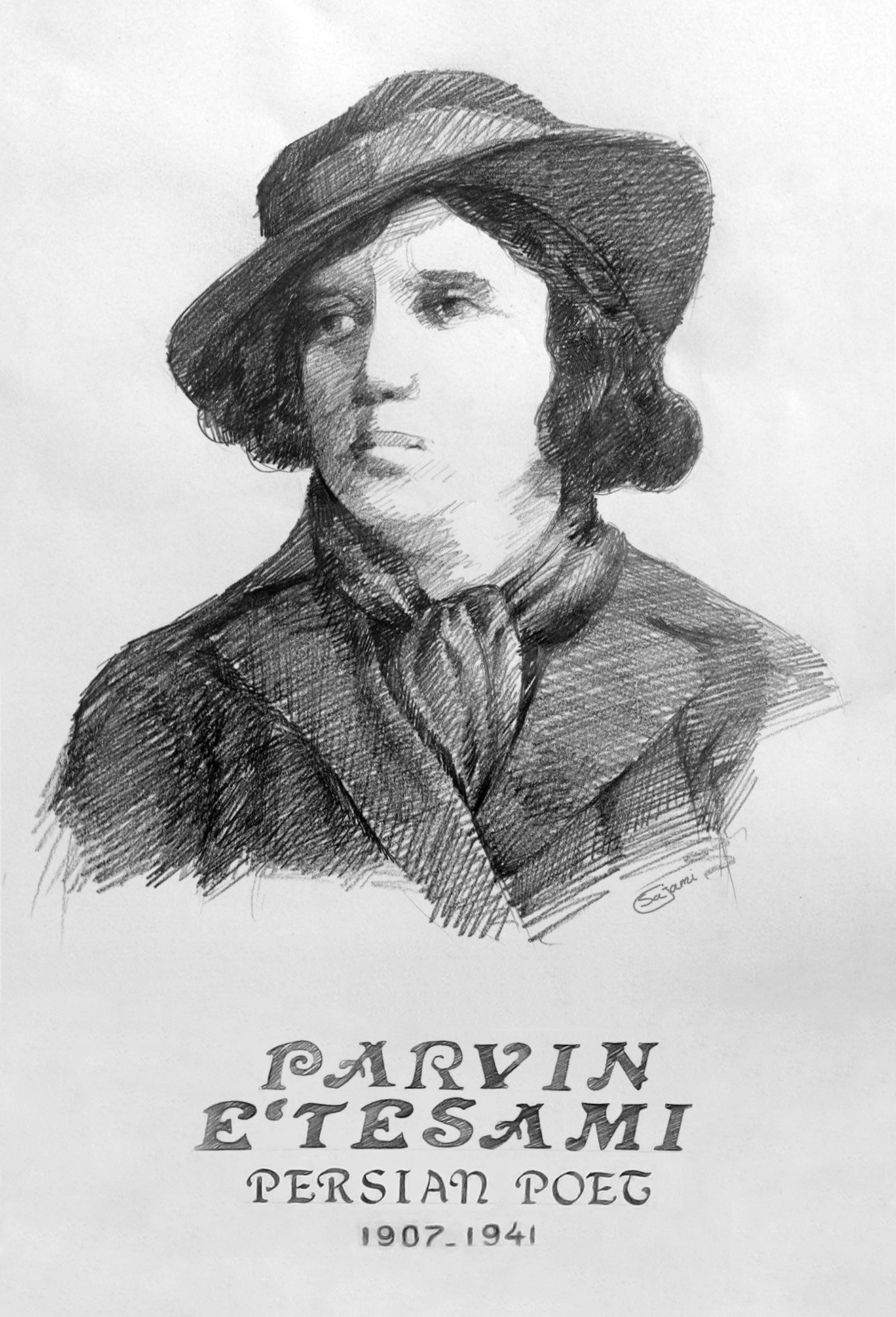
Poeta iraní / 1907-1941

Parvin E'tesami nació en 1907 en Tabriz, y era hija  de Mirza Yusuf Etesami Ashtiani (E'tesam-al-Molk), quien a su vez era hijo de Mirza Ebrahim Khan Mostawfi Etesam-al-Molk. Mirza Ebrahim Khan Mostawfi Etesam-al-Molk era originario de Ashtiyan, pero se mudó a Tabriz y fue nombrado controlador financiero de la provincia de Azerbaiyán por la administración Qajar. Parvin tuvo cuatro hermanos y su madre murió en 1973.
Su familia se mudó a Teherán temprano en su vida y, además de la educación formal, obtuvo de su padre un sólido conocimiento de la literatura árabe y persa clásica.
Estudió en el American Girls College en Teherán, se graduó en 1924 en la Iran Bethel School, una escuela secundaria estadounidense para niñas. Posteriormente, enseñó durante un tiempo en esa escuela. Para su graduación, escribió el poema A Twig of a Wish sobre las luchas que enfrentan las mujeres iraníes y la necesidad de su educación.
En 1926, recibió una invitación para convertirse en tutora de la reina de la nueva corte Pahlavi, pero se negó.
En 1934, se casó con un primo de su padre y se mudó a la ciudad de Kermanshah. Pero el matrimonio solo duró diez semanas y ella regresó a Teherán.
En 1938-39 trabajó durante varios meses en la biblioteca de Danesh-Saraay-e 'Aali, la actual Universidad Tarbiat Moallem de Teherán. Su padre murió en 1938 y ella murió solo tres años después. Fue enterrada cerca de su padre en Qom, cerca del santuario de Masumeh.
Parvin E'tesami nació en 1907 en Tabriz, Irán. Pasó sus años de formación en Teherán, donde su familia se había mudado y donde vivió una vida extraordinariamente sencilla y tranquila cerca de su padre, Yusif E'tesami (E'tesam al-Mulk). Aquí obtuvo su conocimiento del idioma árabe y una base sólida en literatura árabe y persa. Según se informa, comenzó a componer poesía cuando tenía ocho años. Compuso una de sus poesías importantes a la edad de 12 años. Murió en 1941 a causa de la fiebre tifoidea.

## Obras seleccionadas

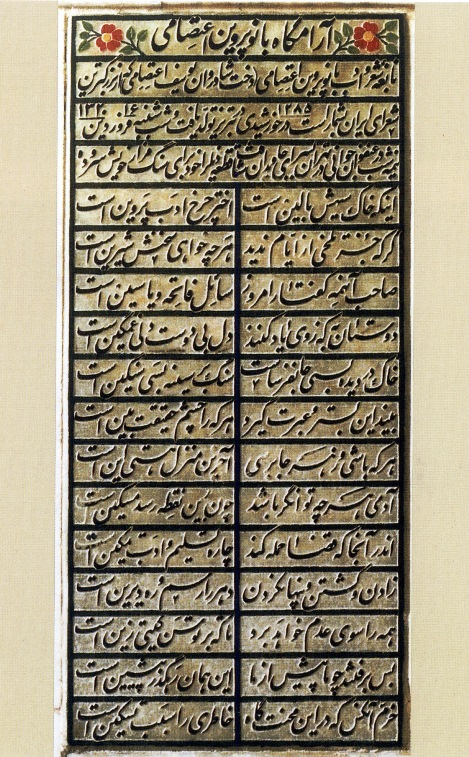
Tumba de Parvin en Qom

Parvin tenía alrededor de siete u ocho años cuando se reveló su habilidad poética. Alentada por su padre, ella versificó algunas piezas literarias que fueron traducidas de fuentes occidentales por su padre. De 1921 a 1922, algunos de sus primeros poemas conocidos se publicaron en la revista persa Bahar (Primavera). La primera edición de su Diwan (libro de poesía) tenía 156 poemas y apareció en 1935. El famoso poeta y erudito Mohammad Taqi Bahar escribió una introducción a su trabajo. La segunda edición de su libro, editada por su hermano Abu'l Fatha Etesami, apareció poco después de su muerte en 1941. Constaba de 209 composiciones diferentes en Mathnawi, Qasida, Ghazal y Qeta, y formas estráicas. Totalizó 5606 distiches.
En su corta vida, logró alcanzar una gran fama entre los iraníes. La poesía de Parvin sigue la tradición clásica persa en su forma y sustancia. Ella no se vio afectada o tal vez ignoró las tendencias modernistas de la poesía persa. En la disposición de su libro de poesía, hay aproximadamente 42 Qasidas y Qet'as sin título (otra forma de poesía persa). Estas obras siguen un estilo didáctico y filosófico de Sanai y Naser Khusraw. Varios otros Qasidas, particularmente en la descripción de la naturaleza, muestran influencias del poeta Manuchehri. También hay algunos Ghazals en su Diwan.
Según el profesor Heshmat Moayyad, su Safar-e ashk (Viaje de una lágrima) cuenta entre las mejores letras jamás escritas en persa.
Otra forma de poesía, la monazara (debate), reclama la mayor parte del Divan de Parvin. Compuso aproximadamente sesenta y cinco poemas al estilo de monazara y setenta y cinco anécdotas, fábulas y alegorías. Según el profesor Heshmat Moayyad: "Parvin escribió sobre hombres y mujeres de diferentes orígenes sociales, una amplia gama de animales, pájaros, flores, árboles, elementos cósmicos y naturales, objetos de la vida cotidiana, conceptos abstractos, todos personificados y simbolizando su riqueza de ideas. A través de estas figuras muestra a los demás un espejo mostrándoles los abusos de la sociedad y su fracaso en el compromiso moral. Asimismo, en estos debates expresa elocuentemente sus pensamientos básicos sobre la vida y la muerte, la justicia social, la ética, la educación, y la suprema importancia del conocimiento".
Parvin E`tesami comenzó a escribir poesía desde muy joven; sus primeros trabajos publicados aparecieron en la revista iraní Baharin a principios de la década de 1920, cuando ella era apenas una adolescente. A lo largo de su vida, el trabajo de E`tesami fue un matrimonio de lo tradicional y lo moderno; mientras que su estilo poético evitó los nuevos estilos modernistas y se adhirió estrechamente a las formas y estructuras de la poesía clásica persa.